# Sex Pistols

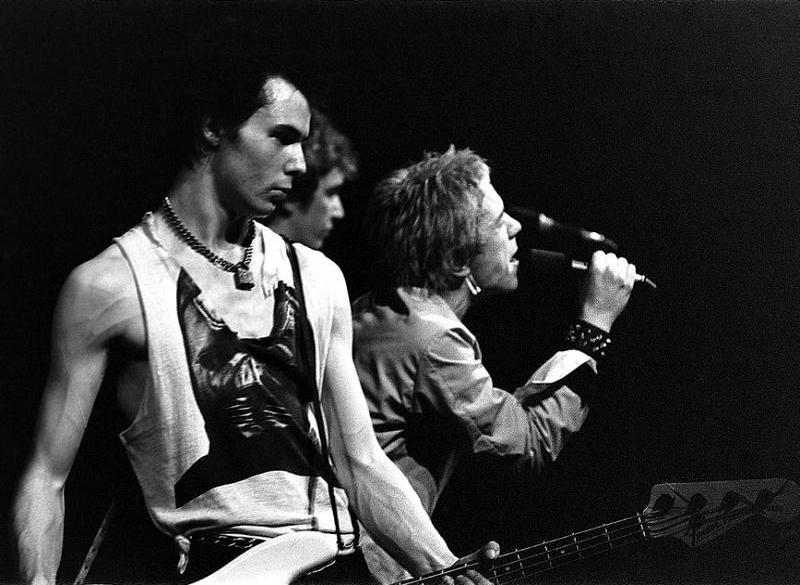
Sid Vicious, Steve Jones, Johnny Rotten

Sex Pistols ist eine der bekanntesten englischen Punkrock-Bands der zweiten Hälfte der 1970er Jahre. Die Mitglieder sind John „Johnny Rotten“ Lydon, Steve Jones, Paul Cook und Glen Matlock, den in den Jahren 1977 und 1978 Sid Vicious (John Ritchie) ersetzte. Weitere wichtige Personen im Umfeld der Sex Pistols waren deren Manager Malcolm McLaren, der für sich in Anspruch nahm, die Band geschaffen und berühmt gemacht zu haben, die Modedesignerin Vivienne Westwood, der Regisseur Julien Temple, der drei Filme über sie drehte, und der Grafiker Jamie Reid.

## Geschichte

### Vorgeschichte (1973–1975)
Die Ursprünge der Band reichen zurück bis in das Jahr 1973, als die Collegefreunde Steve Jones, Paul Cook und Warwick Nightingale beschlossen, mit gestohlenem Equipment eine Band zu gründen. Im Juni 1974 stieß Glen Matlock als fester Bassist dazu, und die noch namenlose Gruppe hatte in dieser Besetzung Anfang 1975 ihren ersten Auftritt bei einer Party.
Im Juni 1975 wurde Gitarrist Nightingale, der den ersten eigenen Song Did You No Wrong geschrieben hatte, aus der Band geworfen, Steve Jones wechselte vom Gesang zur Gitarre, und ein neuer Sänger wurde Ende August 1975 in John Lydon gefunden.

### Sex Pistols (1975–1977)
Die Band verbrachte den Herbst mit intensiven Proben und trat am 5. November 1975 unter dem neuen Namen Sex Pistols zum ersten Mal auf. Der Großteil des Songwritings wurde von Glen Matlock übernommen, während es Steve Jones’ Aufgabe war, Matlocks Ideen zu möglichst knappen und aggressiven Arrangements zu komprimieren. John Lydon übernahm das Schreiben von Texten (bis auf den Song Pretty Vacant, der komplett von Glen Matlock stammt).

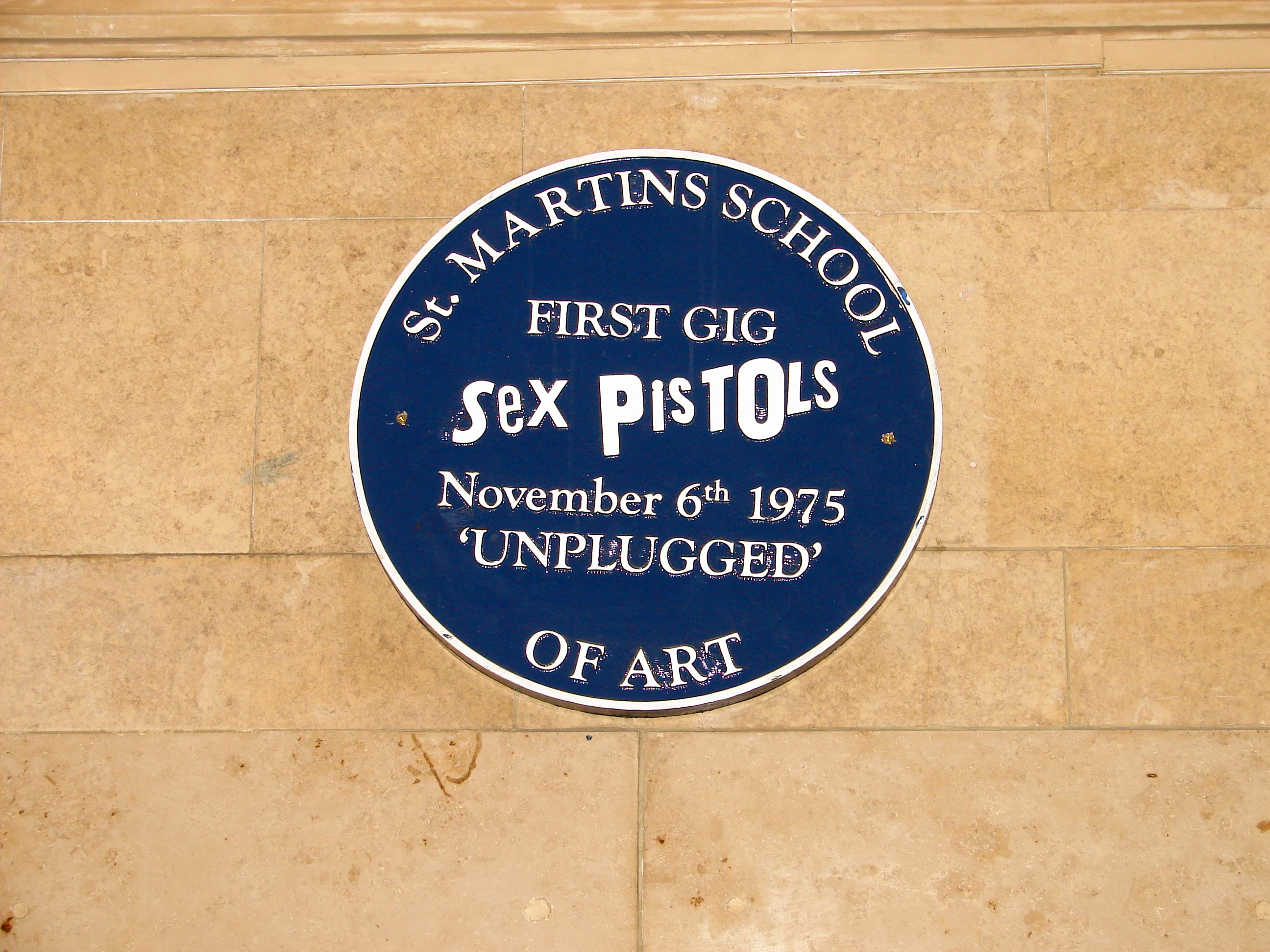
Erster Auftritt: St. Martin's School of Art

Nach ihrem Auftritt am „100 Club Punk Festival“ (September 1976) bekamen sie einen Vertrag bei der Plattenfirma EMI. Ihre erste Single Anarchy in the U.K. erschien im November 1976. Nach einem provokativen Fernsehauftritt auf ITV zog EMI die Single zurück und kündigte am 6. Januar 1977 den Vertrag mit der Band. Wegen ständiger Querelen mit John Lydon verließ Glen Matlock im Februar 1977 die Gruppe und wurde durch Sid Vicious ersetzt, der zwar das passende Image hatte, aber als Bassist nur rudimentäre Kenntnisse vorzuweisen hatte. Folgerichtig wurden im Studio die Bassläufe vom Gitarristen Steve Jones eingespielt.
Die zweite Single, God Save the Queen, sollte zuerst bei A&M, wo die Band seit 10. März unter Vertrag war, erscheinen. Die Single wurde noch vor der Veröffentlichung wieder eingestampft und auch dieser Vertrag vom Label aufgelöst. Reich an Abfindungen, aber ohne erhältliche Plattenveröffentlichungen, unterschrieb die Band schließlich bei dem eigentlich verhassten Hippie-Label Virgin, wo am 27. Mai 1977 God Save the Queen noch rechtzeitig zum silbernen Thronjubiläum der Queen veröffentlicht wurde. Die Single wurde angeblich die Nummer 1 der englischen Charts, wurde aber auf den offiziellen Listen, angeblich wegen royalistischer Loyalität der Verantwortlichen, nur auf Platz 2 geführt. Die Single erlangte auch eine Menge Aufsehen, als die Band sich zum Geburtstag der Queen 1977 ein Boot mietete (welches ausgerechnet „Queen Elizabeth“ hieß), auf dem sie mitten auf der Themse vor Journalisten und geladenen Gästen in voller Lautstärke ein Konzert gab. Das Boot wurde von der Wasserschutzpolizei aufgebracht und die meisten der Passagiere verhaftet, die Band selbst konnte jedoch entkommen. Die Publicity rächte sich jedoch in den folgenden Wochen, als Mitglieder der Band von Royalisten überfallen wurden.
Um der aufgeheizten Stimmung in England zu entkommen, gingen die Sex Pistols auf eine kurze Skandinavien-Tour. Eine England-Tour folgte, allerdings unter dem Pseudonym SPOTS (Sex Pistols On Tour Secretly), um Auftrittsverbote zu umgehen. Im November 1977 erschien das einzige Studioalbum Never Mind the Bollocks, Here’s the Sex Pistols. Eine Klage wegen angeblicher Obszönität des Titels wurde abgewiesen.
In der britischen Gesellschaft der 1970er-Jahre war die Erinnerung an den Zweiten Weltkrieg noch sehr präsent. Aus diesem Grund griffen die Sex Pistols – wie auch andere Punkbands – bei ihrem Versuch zu provozieren auch auf Nazi-Symbolik zurück, zum Beispiel mit dem Tragen von Hakenkreuzen. Obwohl heute klar ist, dass die Band zu keiner Zeit der nationalsozialistischen Ideologie anhing, wirken diese Irritationen bis heute fort; so zog das Unternehmen Bell Canada im Jahr 2007 eine Werbekampagne zurück, in der eine Anstecknadel mit dem Titel des Sex-Pistols-Songs Belsen Was a Gas (dt. etwa Bergen-Belsen war ein Spaß!) zu sehen war.
Nach einigen Konzerten in den Niederlanden – dem Anfang einer geplanten multinationalen Tournee – machte sich die Band im Dezember 1977 auf eine Never-Mind-the-Bans-Tour durch Großbritannien. Von acht geplanten Terminen wurden vier wegen Krankheit oder politischem Druck abgesagt. Am Weihnachtstag spielten die Sex Pistols zwei Shows bei Ivanhoe's in Huddersfield. Vor dem regulären Abendkonzert gestaltete die Band eine Benefiz-Matinee für die Kinder von „Feuerwehrleuten aus der Gegend, entlassenen Arbeitern und Ein-Eltern-Familien“. Sie spielten sechs Titel und ließen wegen der Kinder die unanständigen Worte weg. Dies waren die letzten britischen Auftritte der Band für mehr als 18 Jahre.

### Auflösung (1978)
Anfang 1978 gingen die Sex Pistols auf USA-Tournee, an deren Ende Johnny Rotten nach einem Zerwürfnis mit dem Manager Malcolm McLaren die Band verließ. In der Folge hielt der Rest der Band noch kurze Zeit zusammen, bevor man sich im Winter des Jahres endgültig trennte.

### Nach den Sex Pistols
Rotten, der sich wieder Lydon nannte, gründete Public Image Ltd. (1978–1992), Jones und Cook die Band The Professionals (1979–1982). Davor hatten sie versucht, zusammen mit Jimmy Pursey, dem Sänger von Sham 69, in einer Band namens Sham Pistols zu spielen, was aber sehr bald scheiterte.
Malcolm McLaren verarbeitete die Bandgeschichte in dem teils fiktiven, teils autobiographischen Mockumentary-Film The Great Rock ’n’ Roll Swindle, mit dem er die Einnahmen der Band aufbrauchte. Er wurde in den 1980er-Jahren von den überlebenden Bandmitgliedern erfolgreich verklagt. Später nutzte er die Anfänge von Rap und Hip-Hop für eine Solokarriere.
Glen Matlock gründete die Rich Kids (1977–1979). Sid Vicious strebte eine Solo-Karriere an. Mit seiner Version des Frank-Sinatra-Songs My Way konnte er sogar Charterfolge verbuchen. Ende 1978 wurde er in New York angeklagt, seine Freundin Nancy Spungen ermordet zu haben, starb aber vor den Verhandlungen am 2. Februar 1979 an einer Überdosis Heroin. 
 Am 25. Dezember 1979 spielten Steve Jones und Paul Cook zusammen mit Billy Idol (Gesang) und Martin Glover (Bass) im Rahmen einer Weihnachtsfeier im Londoner Studio 21 vier Songs live (Slippin And Slidin/Roadrunner/No Fun/Bodies), wobei sie vom Veranstalter Jock McDonald als Sex Pistols angesagt wurden. 1986 veröffentlichte McDonald ein Bollock-Brothers-Studioalbum 77-78-79, von dem er fälschlicherweise behauptete, dass es sich um eine Aufnahme dieses letzten „Sex Pistols“-Auftritts handelte.

### Reunion (seit 1996)
Am 16. März 1996 gaben die vier Originalmitglieder der Sex Pistols eine Pressekonferenz in London und verkündeten die Absicht, wieder gemeinsam auftreten zu wollen. Es folgte eine Welttournee (72 Konzerte zwischen Juli und Dezember 1996), nach der sich die Band wieder trennte.
Am 27. Juli 2002 gaben die Sex Pistols ein Konzert zum 50. Thronjubiläum der Queen, am 14. September 2002 folgte ein Festivalauftritt in Kalifornien. Im August und September 2003 gaben sie elf Konzerte in den USA und Kanada. Am 13. März 2006 wurden sie gegen ihren Willen in die Rock and Roll Hall of Fame aufgenommen. Die Band lehnte die Teilnahme an der Zeremonie ab.
Im Juni 2007 gingen John Lydon, Steve Jones und Paul Cook mit dem Produzenten Chris Thomas ins The Boat Recording Studio in Los Angeles und nahmen neue Studioversionen der Songs „Anarchy in the U.K.“ und Pretty Vacant für das Videospiel Guitar Hero III auf.

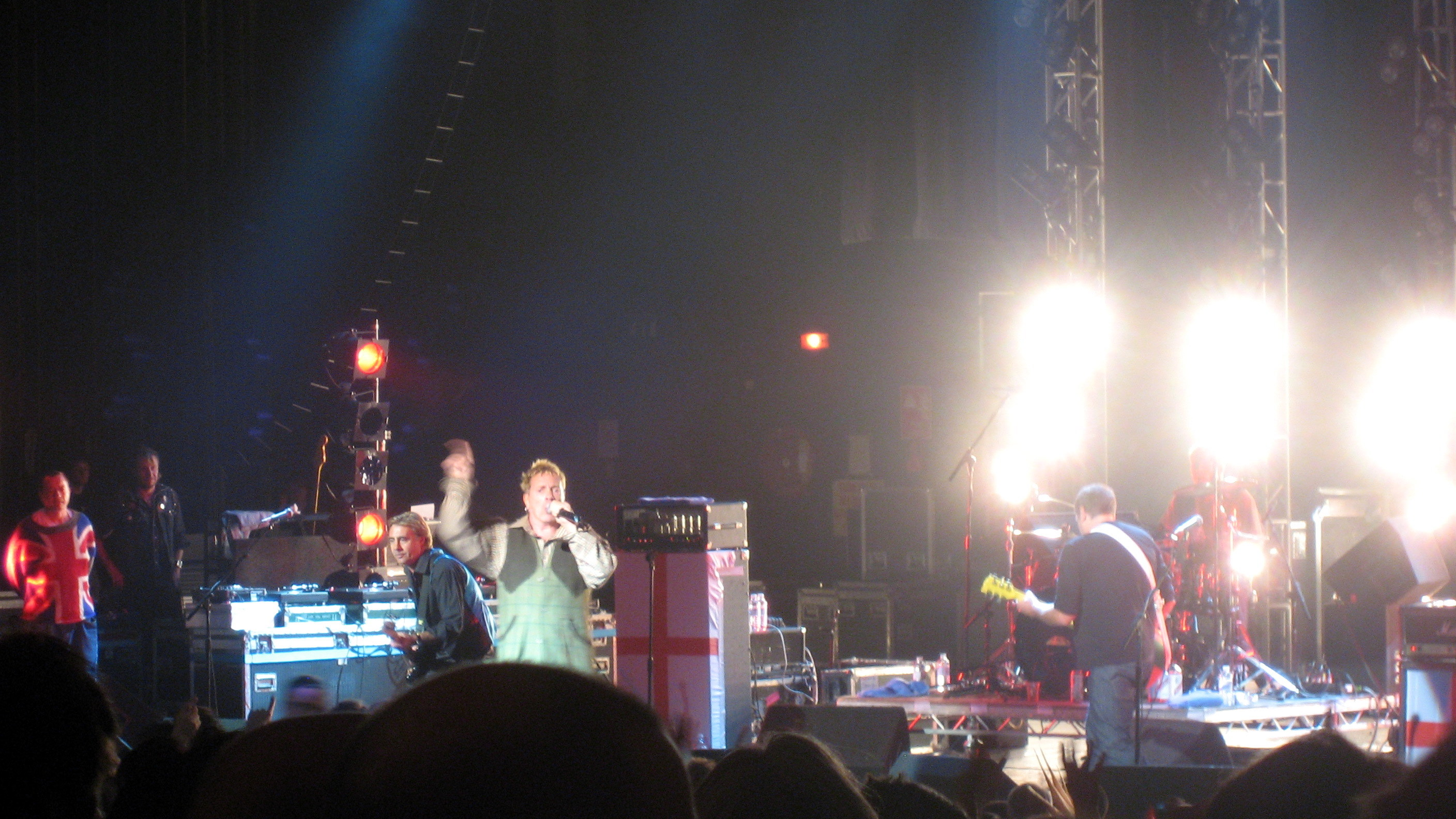
Sex Pistols live 2007

Zum 30. Jubiläum des Albums Never Mind The Bollocks absolvierten die Sex Pistols im Oktober und November 2007 acht Auftritte in Los Angeles und Großbritannien. Eines der Konzerte wurde von Regisseur Julien Temple gefilmt und unter dem Titel Sex Pistols – There'll Always Be An England als DVD veröffentlicht.
Gegenüber dem Journalisten Clive Prior (MOJO-Magazin, Januar 2008) schlossen John Lydon und Steve Jones die Möglichkeit eines neuen Studioalbums nicht mehr aus. Jones: „Ich persönlich würde gerne ein paar neue Songs aufnehmen. Ich dränge schon seit Jahren darauf. Ich denke, es könnte bald soweit sein.“ John Lydon: „Früher habe ich gesagt, dass ich nie wieder Material mit dieser Band aufnehmen werde. Aber wenn es weiter so gut läuft und wir uns weiterhin so gut verstehen, würde ich nicht mehr nein sagen, es ist nämlich echt aufregend.“ Paul Cook äußerte am 16. Januar 2008 gegenüber WENN.com: „Ein ganzes Album kriegen wir vielleicht noch nicht zusammen, aber es gibt rechtzeitig für den Sommer hoffentlich ein paar neue Sachen.“ John Lydon bestätigte gegenüber der Presse am 16. Juni 2008 nochmals die Möglichkeit eines neuen Studioalbums.
Im Sommer 2008 absolvierten die Sex Pistols eine Welttournee mit 31 Konzerten.
Im Jahr 2021 kam es zu einem Rechtsstreit zwischen den Mitgliedern Paul Cook, Steve Jones und John Lydon. Die Beziehung von Cook und Jones mit Lydon sei seit Jahren zerrüttet. Grund für den Rechtsstreit war der Plan von Regisseur Danny Boyle, eine TV-Serie mit dem Titel „Pistol“ über die Band zu drehen. Lydon hatte die Nutzung der Sex Pistols Songs verboten. Im September 2022 wurde die Serie im Streamingkanal Disney+ ausgestrahlt.
2024 kam es wieder zu einer Reunion der Band, diesmal ohne Lydon. Cook, Jones und Matlock kündigten Frank Carter als neuen Sänger sowie Festivalauftritte für 2025 an.

## Würdigung
Die Sex Pistols gelten als eine der wesentlichen Bands des englischen Punk. Die Band selbst lehnte das Etikett „Punk“ für sich jedoch ab. Einfache Akkorde, gerade Basslinien, schnelles, hartes Schlagzeug, wie sie als Musikform noch bei heutigen Punk-Bands zu finden sind, wurden eher von anderen Bands wie den Ramones oder den Buzzcocks aus Manchester entwickelt. Neben der Musik trugen besonders die provokanten Texte und das schockierende Auftreten der Sex Pistols dazu bei, dass Punk zur bestimmenden Musik- und Kulturbewegung der späten 1970er Jahre wurde und sie selbst zu deren Ikone.
Der Rolling Stone listete die Pistols auf Rang 60 der 100 größten Musiker aller Zeiten.

## Diskografie

### Studioalbum
- Never Mind the Bollocks, Here’s the Sex Pistols – Virgin Records 1977

### Soundtrack
- The Great Rock ’n’ Roll Swindle (Doppel-LP) – Virgin Records 1979

### Konzertalben
- The Original Pistols Live (11 Tracks Live in Burton on Trent, 76 club, 24. September 1976) Trojan Sales Ltd. / Receiver Records Ltd. 1985
- The Best of the Sex Pistols Live (Bootleg) BOND 007 Bondage Records (circa 1986)
  - Live in Burton on Trent, 76 club, 24. September 1976 (Track 01–07)
  - Live in San Francisco, Winterland, 14. Januar 1978 (Track 08–15)
- Power of the Pistols (Bootleg) 77 Records 772 (circa 1986)
  - Live in Halmstad, Schweden, 15. Juli 1977 (Track 01–06)
  - Live in Atlanta, USA, 5. Januar 1978 (Track 07–12)
- The Best of & the Rest of Original Pistols Live (11 Tracks Live in Burton on Trent, 76 club, 24. September 1976) Trojan Sales Ltd. / CDAR1008 Action Replay Records Ltd. 1989
- Live and loud!! (Bootleg) (13 Tracks Live in San Francisco, Winterland, 14. Januar 1978) Link Records and Music Ltd. 1989
- No Feelings (The Live Experience) – GDR CD 9123 Great Dane Records, April 1991
- Live in Trondheim (Live-Mitschnitt vom 21. Juli 1977 – CD2 des Kiss This Limited Edition 2-CD-Sets) – Virgin Records 1992
- Last Concert (13 Tracks Live in San Francisco, Winterland, 14. Januar 1978) – Living Legends Records 1991 / Multi Coloured Music 1992
- Winterland Concert 1978 (14 Tracks Live in San Francisco, Winterland, 14. Januar 1978) – Sex Pistols Residuals / Castle Communications 1996
- Filthy Lucre Live (Reunion-Tournee – Live in London, Finsbury Park, 15. Juli 1996) – Virgin Records 1996
- Sex Pistols & Sid Vicious LIVE – Belly Media / Best. Nr. 1138-122 Arena Records
- Sid Vicious & Friends – Sid Vicious Lives – BMG / REDTK123 Dressed To Kill 1999
- The 76 Club (the complete Burton-On-Trent recordings) (15 Tracks Live in Burton on Trent, 76 club, 24. September 1976) – ALMAFAME 1999
- Live in Chelmsford Prison (Live in Chelmsford, HM Prison, 17. September 1976) – Jade Music / Sanctuary Records / Castle Music / ESMCD 923, Essential 2000
- Anarchy in the U.K. – Live at the 76 Club (15 Tracks Live in Burton on Trent, 76 club, 24. September 1976) – PLATCD 721 Prism Leisure Group 2001
- Live '76 (4-CD bzw. 4-LP Box) – Sex Pistols Residuals / Universal 2016
  - CD1: Manchester, Lesser Free Trade Hall, 4. Juni 1976
  - CD2: Islington, Screen on the Green, 29. August 1976
  - CD3: Chelmsford, HM Prison, 17. September 1976
  - CD4: Burton on Trent, 76 Club, 24. September 1976

### Kompilationen und Raritäten
- Spunk (Illegale LP mit Demoaufnahmen) – 1977 (2006 offiziell bei Castle Records als CD CMRCD1376 erschienen)
- The Great Rock ’n’ Roll Swindle – Virgin Records 1979
- Some Product (Carri On Sex Pistols) (Collage aus Interviews und Rundfunksendungen) – Virgin Records 1979
- Flogging a Dead Horse (Singles-Kompilation) – Virgin Records 1979
- The Heyday (Kassette mit Interviews) – 1979
- No Feelings, No Fun (Live-Mitschnitte und Studio-Demos)
- Cash from Chaos – SPCFC 102
- The Mini Album – Luanda Music UK 1985
- The 10th Anniversary Album – MBC 1986
- We Have Cum for Your Children. Wanted – The Goodman Tapes (Demos und Live-Aufnahmen produziert/gemischt von Dave Goodman) – Luanda Music UK 1988
- No Future U.K.? / Spunk – Jade Music Co. 1989
- Kiss This (von der Band autorisierte Kompilation) – Virgin Records 1992
- Never Mind the Bollocks, Here's the Sex Pistols / Spunk – Virgin Records 1996
  - CD1 Never Mind the Bollocks, Here's the Sex Pistols
  - CD2 Spunk and Spedding Demos
- Anarchy in the USA (Best of Kompilation) – MBC Records 2001
- Jubilee (14-Track Kompilation plus 3 Videoclips) – Sex Pistols Residuals / Virgin Records 2002
- Sex Pistols (3-CD-Box) – Sex Pistols Residuals / Virgin Records 2002
  - CD1: Studio Tracks & Early Demos (Majestic Studios Demo Session May 1976)
  - CD2: Demos & Rarities (Denmark Street, Wessex Studios, Manchester Square, Gooseberry Studios)
  - CD3: Live at Screen on the Green '76, plus live rarities
- Live & Rare (Doppel-LP) – 2004
- Never Mind the Bollocks, Here's the Sex Pistols (Remastered) Außerdem veröffentlicht als Deluxe Edition (Doppel-CD) und als Limited Super Deluxe Edition im LP-Box Format mit 3 CD, 1 DVD, 100-seitigem Bildband, Poster, A&M-Replika-Vinylsingle "God Save the Queen" u. a.) – Sex Pistols Residuals / Universal 2012
  - Deluxe Edition CD1: The Original Album (Remastered from the original master tapes) + B-Sides
  - Deluxe Edition CD2: Live 1977 (Stockholm/Sweden, Happy House, July 28th 1977 + Penzance/Cornwall, Winter Gardens, September 1st 1977)
- The Great Rock ’n’ Roll Swindle (Remastered) – Sex Pistols Residuals / Universal 2012
- Sex Pistols. Studio Sessions, Live Gigs & Rarities (3-CD-Set MBB7149) – Music Brokers 2013

### Videoalben
- Sex Pistols – Live at the Longhorn – Live in Dallas, Texas, Longhorn Ballroom – 10. Januar 1978. (Sanctuary Records 1995, SVEM035) 45 min.
- Sex Pistols – Live in Concert 1978 – Live in Dallas, Texas, Longhorn Ballroom – 10. Januar 1978. (Laser Media/Intermedia Ltd., LM041) 36 min.
- The Great Rock ’n’ Roll Swindle – Film des Sex-Pistols-Managers Malcolm McLaren über die Band; Mischung aus Dokumentation und Spielfilm. (1980) 101 min. (UK: Gold)
- The Filth and the Fury – Dokumentarfilm von Julien Temple mit Interviews, Archivmaterial und Konzertausschitten. (Film Four, 2000)
- Never Mind the Bollocks, Here’s the Sex Pistols ... the definitive authorised story of the album – Film über die Entstehung des Albums. (Eagle Vision 2002, EREDV282) 100 min.
- Punk Icons: The Sex Pistols – The Ultimate Review with Glen Matlock – Film über die Geschichte der Band (Music Reviews Ltd. 2005, CRP1990) 59 min.
- Sex Pistols – There'll Always Be An England – Konzertfilm von Julien Temple (Fremantle Home Entertainment, 2008)

## Auszeichnungen für Musikverkäufe
| Goldene Schallplatte - Australien - 2005: für das Videoalbum The Great Rock ’n’ Roll Swindle - Italien - 2019: für das Album Never Mind the Bollocks, Here’s the Sex Pistols - Niederlande - 1990: für das Album Never Mind the Bollocks, Here’s the Sex Pistols - Schweden - 1996: für das Album Never Mind the Bollocks, Here’s the Sex Pistols |

Anmerkung: Auszeichnungen in Ländern aus den Charttabellen bzw. Chartboxen sind in ebendiesen zu finden.
| Land/RegionAuszeichnungen für Musikverkäufe (Land/Region, Auszeichnungen, Verkäufe, Quellen) | Silber     | Gold     | Platin     | Verkäufe  | Quellen              |
| -------------------------------------------------------------------------------------------- | ---------- | -------- | ---------- | --------- | -------------------- |
| Australien (ARIA)                                                                            | —          | Gold1    | —          | 7.500     | aria.com.au          |
| Italien (FIMI)                                                                               | —          | Gold1    | —          | 25.000    | fimi.it              |
| Niederlande (NVPI)                                                                           | —          | Gold1    | —          | 50.000    | nvpi.nl              |
| Schweden (IFPI)                                                                              | —          | Gold1    | —          | 50.000    | sverigetopplistan.se |
| Vereinigte Staaten (RIAA)                                                                    | —          | —        | Platin1    | 1.000.000 | riaa.com             |
| Vereinigtes Königreich (BPI)                                                                 | 9× Silber9 | 3× Gold3 | 2× Platin2 | 2.205.000 | bpi.co.uk            |
| Insgesamt                                                                                    | 9× Silber9 | 7× Gold7 | 3× Platin3 |           |                      |